# Oinatz Aulestia
Oinatz Aulestia Alkorta (Ondarroa, Vizcaya, 23 de marzo de 1981) es un exfutbolista español que jugaba en la posición de portero.
Es el segundo guardameta con más partidos en Segunda División B (474 encuentros). Su primo, Unai Marino, también juega como portero.

## Clubes
| Club              | País   | Año        |
| ----------------- | ------ | ---------- |
| SD Eibar B        | España | 2000-2002  |
| Pájara Playas     | España | 2002-2003  |
| Bilbao Athletic   | España | 2003-2005  |
| Cultural Leonesa  | España | 2005-2007  |
| Real Oviedo       | España | 2007-2011  |
| Cádiz CF          | España | 2011-2013  |
| Hércules CF       | España | 2013-2014  |
| Cádiz CF          | España | 2014-2015  |
| CE L'Hospitalet   | España | 2015-2016  |
| Atlético Baleares | España | 2016-2018  |
| CD El Ejido       | España | 2018- 2019 |
| Arenas Club       | España | 2019-2020  |

## Palmarés

### Campeonatos nacionales
| Título                      | Club        | País   | Año       |
| --------------------------- | ----------- | ------ | --------- |
| Tercera División (Grupo II) | Real Oviedo | España | 2007-2008 |
| Tercera División (Grupo II) | Real Oviedo | España | 2008-2009 |

### Distinciones individuales
| Distinción                                        | Club        | Año       | Goles    | Partidos    |
| ------------------------------------------------- | ----------- | --------- | -------- | ----------- |
| Portero menos goleado Tercera División (Grupo II) | Real Oviedo | 2007-2008 | 23 goles | 34 partidos |
| Portero menos goleado Tercera División (Grupo II) | Real Oviedo | 2008-2009 | 8 goles  | 28 partidos |